# Alberto Pollio
Pour les articles homonymes, voir Pollio.
Alberto Pollio (Caserta, 21 avril 1852 - Turin, 1er juillet 1914) était un général italien.
Il a été chef d'état-major de l'armée royale (Regio Esercito) entre 1908 et 1914. Officier compétent et instruit, il est favorable à la Triple Alliance.

## Biographie
Après avoir fréquenté d'abord le Liceo Classico Pietro Giannone de Caserte, puis la Scuola Militare Nunziatella de Naples pendant huit ans, il passe le 23 juillet 1866 à la Scuola militare di fanteria e cavalleria (École militaire d'infanterie et de cavalerie) de Modène et enfin le 11 décembre 1866 à l'Accademia militare, la Scuola di Applicazione di Artiglieria (École d'application de l'artillerie) de Turin, où il atteint l'âge de 18 ans et devient sous-lieutenant (Sottotenente), alors qu'il n'avait auparavant que le grade de sergent (sergente). En avril 1870, il entre dans l'artillerie comme officier. Tout au long de sa carrière militaire, Pollio a toujours été considéré comme un officier supérieur à la moyenne en termes d'intelligence et de capacité. Il nous reste également un certain nombre de livres sur lui traitant de sujets liés aux guerres napoléoniennes et à la fin du XIXe siècle, qui ont été traduits en plusieurs langues.
En 1908, il accède au poste militaire le plus élevé créé en 1882, celui de quatrième chef d'état-major de l'armée italienne (Regio esercito) et, par ailleurs, le troisième à être issu de l'école militaire de la Nunziatella à Naples (aujourd'hui l'école militaire) après Enrico Cosenz et Domenico Primerano qui ont été respectivement le premier et le deuxième. Ce n'était pas une mince affaire, étant donné que la Nunziatella avait formé les officiers susmentionnés pendant le Royaume des Bourbons.
Dans l'accomplissement des obligations italiennes au sein de la Triple Alliance et pendant la période de tensions simultanées avec l'Autriche-Hongrie, donc pendant la période connue sous le nom d'irrédentisme et pendant les événements confus de la péninsule balkanique, des opinions divergentes se sont élevées parmi les Alliés, et le général Pollio a estimé que de la part de l'Allemagne et de l'Autriche les conditions d'une guerre contre la France avaient été habilement créées.En raison de ces convictions, selon son homologue autrichien Conrad von Hötzendorf, Pollio pousse donc à l'élaboration d'un plan de guerre contre l'Autriche dans la zone alpine.
En fait, Pollio avait toujours été un homme ouvertement tripliciste : ancien attaché militaire à Vienne, il avait épousé une aristocrate autrichienne, bien que de famille juive, Eleonora Gormasz, dont il avait eu trois filles (Beatrice, Margherita et Renata) et pouvait se vanter d'entretenir d'excellentes relations avec Helmuth von Moltke et Franz Conrad von Hötzendorf. Théoricien passionné et expert en histoire militaire, son étude de la bataille de Waterloo avait été reçue avec intérêt et appréciation par l'état-major allemand. Avec le général Conrad, qui avait accompagné l'archiduc François-Ferdinand lors des manœuvres allemandes en Silésie en 1913, il avait également discuté des conditions du transfert ferroviaire prévu des divisions italiennes à travers les frontières autrichienne et allemande jusqu'à la frontière rhénane, où le plan Schlieffen envisageait de déployer ces forces pour renforcer l'aile gauche allemande.
Conrad lui-même déclarera d'ailleurs à plusieurs reprises qu'il avait trouvé en Pollio un allié sincère et le seul point de référence au sein de l'establishment politico-militaire italien sur lequel on pouvait réellement compter.
En mars 1912, Alberto Pollio a été nommé sénateur en catégorie 14 (Officiers généraux de terre et de mer. Toutefois, les généraux de division et les contre-amiraux doivent avoir occupé ce grade pendant cinq ans en service actif).
Sa mort soudaine a donc suscité un grand regret tant à Vienne qu'à Berlin et il n'est pas surprenant que, comme elle est survenue trois jours seulement après les événements de Sarajevo, des insinuations aient été émises de toutes parts sur un complot imaginaire visant à éliminer le chef d'état-major. La version officielle du décès est un accident cardiovasculaire soudain survenu dans la nuit du 30 juin au 1er juillet 1914.
Le tournant anti-tripliciste pris ensuite par l'Italie aurait certainement trouvé en Pollio un adversaire de taille, mais aucun indice ou preuve ne vient étayer la thèse de l'assassinat politique, tandis que la myocardite dont souffrait le général depuis un certain temps suffit à dissiper tout doute sur la cause de sa mort.
À la mort soudaine du général Alberto Pollio en juillet 1914, le général Luigi Cadorna, qui avait toujours été son antagoniste, lui succède au commandement suprême de chef d'état-major de l'armée de terre, qu'il occupait depuis le 1er juillet 1908.

### Promotions militaires
- Sous-lieutenant (Sottotenente): 27 avril 1870
- Lieutenant (tenente): 19 décembre 1872
- Capitaine (capitano): 30 mai 1878
- Major (maggiore): 22 octobre 1884
- Lieutenant-colonel (tenente colonnello): 11 octobre 1888
- Colonel (colonnello): 4 mai 1893
- Général de brigade (maggiore generale): 14 janvier 1900
- Général de division (tenente generale): 7 juin 1906 - 1er juillet 1914, date de la retraite

### Fonctions et titres
- Officier d'ordonnance honoraire de SM le Roi (13 mars 1879)
- Adjudant de terrain de SM le Roi (13 mars 1887)
- Aide de camp honoraire de SM le Roi (19 avril 1891)
- Attaché militaire à l'ambassade d'Italie à Vienne (4 février 1893-10 mars 1897)
- Chef d'état-major de l'armée (14 juin 1908-1er juillet 1914)

## Distinctions honorifiques
- Chevalier de Grand-croix décoré du Grand Cordon de l'Ordre des Saints-Maurice-et-Lazare - 18 janvier 1914
 - Chevalier de Grand-croix décoré du Grand Cordon de l'Ordre de la Couronne d'Italie - 1er novembre 1908
 - Commandeur de l'Ordre militaire de Savoie - 21 octobre 1912
 - Médaille commémorative de la guerre italo-turque 1911-1912
 - Croix d'or avec couronne royale pour ancienneté dans le service militaire pour les officiers ayant 40 ans de service.

## Source
- (it) Cet article est partiellement ou en totalité issu de l’article de Wikipédia en italien intitulé « Alberto Pollio » (voir la liste des auteurs).